# Frank Shamrock
Frank Shamrock, nato come Frank Alisio Juarez III (Santa Monica, 8 dicembre 1972), è un ex lottatore di arti marziali miste statunitense.
È stato il primo campione dei pesi mediomassimi UFC, il primo campione dei pesi mediomassimi World Extreme Cagefighting, il primo campione dei pesi medi Strikeforce ed è stato anche campione ad interim nella promozione giapponese Pancrase.
Soprannominato The Legend (La leggenda) è stato a lungo considerato il lottatore più forte del mondo durante il suo periodo da campione in UFC.
È stato nominato "Lottatore del decennio" durante gli anni novanta da Wrestling Observer, "Miglior lottatore full contact" dalla rivista Black Belt e per ben tre volte "Lottatore dell'anno" dalla rivista Full Contact Fighter.
È entrato nel Guinness dei primati per la più veloce vittoria in un incontro per il titolo UFC quando sconfisse Kevin Jackson in soli 16 secondi.
È il fratello adottivo di Ken Shamrock, anch'egli lottatore professionista di arti marziali miste ed ex campione UFC e Pancrase.
Come attore, ha fatto un'apparizione nell'episodio 8x09 della setie TV Walker Texas Ranger.

## Carriera nelle arti marziali miste

### Inizi: Pancrase
Frank Shamrock si avvicina alle arti marziali miste grazie al fratello Ken che già lottava per l'UFC; i due si allenano assieme nella palestra del fratello, la Lion's Den, in particolare nel submission wrestling.
Frank entra così nell'organizzazione giapponese Pancrase, con la quale debutta nel 1994 contro il talento olandese Bas Rutten, vincendo ai punti.
Prosegue in modo altalenante in quanto nelle successive sette gare viene sconfitto tre volte da Manabu Yamada, Masakatsu Funaki e da Bas Rutten, che quindi si prende la sua rivincita.
Negli ultimi tre mesi del 1995 però Shamrock infilò ben tre vittorie consecutive, ottenendo la possibilità di sfidare Minoru Suzuki per il titolo, incontro che vinse per sottomissione, venendo quindi incoronato campione King of Pancrase ad Interim.
Nel 1996 dovette difendere il titolo dalla "nemesi" Bas Rutten, e non vi riuscì venendo sconfitto per KO tecnico a causa di una ferita subita.
Il finire del 1996 fu disastroso per Shamrock che venne sconfitto altre due volte contro lottatori nipponici e venne cacciato assieme al fratello Ken per un litigio di quest'ultimo con gli organizzatori della federazione.

### Ultimate Fighting Championship
Dopo un 1997 passato tra alti e bassi in varie federazioni minori come SuperBrawl, Frank firma un contratto con l'UFC ed esordisce nell'evento UFC Japan: Ultimate Japan con l'immediata sfida per il neonato titolo dei Pesi Medi UFC (ora noto come titolo dei Pesi Mediomassimi UFC) contro il connazionale Kevin Jackson: Shamrock sottomise l'avversario in soli 16 secondi, entrando di fatto nel Guinness dei primati per la vittoria più veloce della storia dell'UFC in una gara per il titolo.
Da quel momento nasce la leggenda di Frank Shamrock, che difende il titolo dagli assalti di ottimi lottatori come Igor Zinoviev, Jeremy Horn, John Lober e Tito Ortiz, tutti sconfitti per sottomissione o KO.
Nel 1999, nonostante le numerose proposte ed elogi degli organizzatori UFC, Shamrock decise di ritirarsi e lasciare vacante il titolo.

### Ritorno all'attività: K-1, WEC e Strikeforce
Nel 2000 Shamrock decide di tornare a combattere e riparte da dove aveva iniziato: il Giappone; prende parte ad un incontri per K-1 contro Elvis Sinosic, incontro vinto ai punti.
Poi si prese una lunga pausa di più di due anni durante i quali fece da commentatore sportivo e da allenatore.
Riprese di nuovo nel 2003 nella nuova federazione World Extreme Cagefighting, dove lottò subito per il primo titolo dei pesi mediomassimi contro Bryan Pardoe, vincendo per sottomissione.
Nel 2006 firmò per Strikeforce e al suo primo incontro per tale organizzazione sconfisse Cesar Gracie per KO.
L'incontro successivo fu nell'organizzazione Elite Xtreme Combat dove venne sconfitto da Renzo Gracie per squalifica.
Nel 2007 sconfisse Phil Baroni per sottomissioni e divenne il primo detentore del titolo dei pesi medi Strikeforce, titolo che successivamente non riuscì a difendere dagli attacchi dell'esperto di sanda e attore di arti marziali Cung Le, che con la sua notevole tecnica di calci ruppe un braccio a Shamrock.
L'ultimo incontro da professionista di Shamrock è datato 11 aprile 2009, ovvero l'evento "Strikeforce: Shamrock vs. Diaz" nel quale venne messo KO dall'aggressivo Nick Diaz in un incontro catchweight.
Frank annunciò il suo ritiro il 26 giugno 2010 all'evento "Strikeforce: Fedor vs. Werdum".
Si ritirò con un record di 23-10-2.
Nel 2013 tornò nel ruolo di allenatore nel reality show Fight Master: Bellator MMA promosso dall'organizzazione Bellator.

## Risultati nelle arti marziali miste
| Risultato | Record  | Avversario        | Metodo                                         | Evento                                               | Data              | Round | Tempo | Città                     | Note                                        |
| --------- | ------- | ----------------- | ---------------------------------------------- | ---------------------------------------------------- | ----------------- | ----- | ----- | ------------------------- | ------------------------------------------- |
| Sconfitta | 23-10-2 | Nick Diaz         | KO Tecnico (pugni)                             | Strikeforce: Shamrock vs. Diaz                       | 11 aprile 2009    | 2     | 3:57  | San Jose, Stati Uniti     |                                             |
| Sconfitta | 23-9-2  | Cung Le           | KO Tecnico (braccio rotto)                     | Strikeforce: Shamrock vs. Le                         | 29 marzo 2008     | 3     | 5:00  | San Jose, Stati Uniti     | Perde il titolo dei Pesi Medi Strikeforce   |
| Vittoria  | 23–8-2  | Phil Baroni       | Sottomissione (rear naked choke)               | Strikeforce Shamrock vs. Baroni                      | 22 giugno 2007    | 2     | 4:00  | San Jose, Stati Uniti     | Vince il titolo dei Pesi Medi Strikeforce   |
| Sconfitta | 22-8-2  | Renzo Gracie      | Squalifica (ginocchate con avversario a terra) | EliteXC: Destiny                                     | 10 febbraio 2007  | 2     | 2:00  | Southaven, Stati Uniti    |                                             |
| Vittoria  | 22–7-2  | Cesar Gracie      | KO (pugni)                                     | Strikeforce: Shamrock vs. Gracie                     | 10 marzo 2006     | 1     | 0:20  | San Jose, Stati Uniti     | Debutto in Strikeforce                      |
| Vittoria  | 21–7-2  | Bryan Pardoe      | Sottomissione (armbar)                         | WEC 6: Return of a Legend                            | 27 marzo 2003     | 1     | 1:46  | Lemoore, Stati Uniti      | Vince il titolo dei Pesi Mediomassimi WEC   |
| Vittoria  | 20–7-2  | Elvis Sinosic     | Decisione                                      | K-1 World Grand Prix 2000                            | 10 dicembre 2000  | 5     | 3:00  | Tokyo, Giappone           |                                             |
| Vittoria  | 19–7-2  | Tito Ortiz        | KO Tecnico (sottomissione ai pugni)            | UFC 22: Only One Can be Champion                     | 24 settembre 1999 | 4     | 4:42  | Lake Charles, Stati Uniti | Difende il titolo dei Pesi Mediomassimi UFC |
| Parità    | 18–7-2  | Kiyoshi Tamura    | Parità                                         | Rings: Rise 2nd                                      | 23 aprile 1999    | 1     | 20:00 | Giappone                  |                                             |
| Vittoria  | 18–7-1  | John Lober        | KO Tecnico (sottomissione ai pugni)            | UFC Brazil: Ultimate Brazil                          | 16 ottobre 1998   | 1     | 7:40  | San Paolo, Brasile        | Difende il titolo dei Pesi Mediomassimi UFC |
| Vittoria  | 17–7-1  | Jeremy Horn       | Sottomissione (kneebar)                        | UFC 17: Redemption                                   | 15 maggio 1998    | 1     | 16:28 | Mobile, Stati Uniti       | Difende il titolo dei Pesi Mediomassimi UFC |
| Vittoria  | 16–7-1  | Igor Zinoviev     | KO (proiezione)                                | UFC 16: Battle in the Bayou                          | 13 marzo 1998     | 1     | 0:22  | New Orleans, Stati Uniti  | Difende il titolo dei Pesi Mediomassimi UFC |
| Vittoria  | 15–7-1  | Kevin Jackson     | Sottomissione (armbar)                         | UFC Japan: Ultimate Japan                            | 21 dicembre 1997  | 1     | 0:16  | Yokohama, Giappone        | Vince il titolo dei Pesi Mediomassimi UFC   |
| Vittoria  | 14–7-1  | Enson Inoue       | Squalifica (corsa nel ring)                    | Vale Tudo Japan 1997                                 | 29 novembre 1997  | 2     | 7:17  | Tokyo, Giappone           |                                             |
| Vittoria  | 13–7-1  | Wes Gassaway      | Squalifica (uscita dalle corde)                | World Pankration Championships 1                     | 26 ottobre 1997   | 1     | 11:54 | Texas, Stati Uniti        |                                             |
| Vittoria  | 12–7-1  | Tsuyoshi Kohsaka  | Decisione                                      | Rings: Extension Fighting 7                          | 26 settembre 1997 | 1     | 30:00 | Giappone                  |                                             |
| Sconfitta | 11-7-1  | John Lober        | Decisione (non unanime)                        | SuperBrawl 3                                         | 17 gennaio 1997   | 1     | 30:00 | Honolulu, Stati Uniti     |                                             |
| Sconfitta | 11-6-1  | Kiuma Kunioku     | Decisione (unanime)                            | Pancrase: Truth 10                                   | 15 dicembre 1996  | 1     | 20:00 | Tokyo, Giappone           |                                             |
| Sconfitta | 11-5-1  | Yuki Kondo        | KO (calcio alla testa)                         | Pancrase: 1996 Anniversary Show                      | 7 settembre 1996  | 1     | 12:43 | Chiba, Giappone           |                                             |
| Vittoria  | 11–4-1  | Manabu Yamada     | Sottomissione (rear naked choke)               | Pancrase: 1996 New-Blood Tournament, Round 1         | 22 luglio 1996    | 1     | 12:44 | Tokyo, Giappone           |                                             |
| Sconfitta | 10-4-1  | Bas Rutten        | KO Tecnico (stop medico)                       | Pancrase: Truth 5                                    | 16 maggio 1996    | 1     | 11:11 | Tokyo, Giappone           | Perde il titolo King of Pancrase ad Interim |
| Vittoria  | 10–3-1  | Osami Shibuya     | Decisione (perdita punti)                      | Pancrase: Truth 4                                    | 8 aprile 1996     | 1     | 15:00 | Tokyo, Giappone           |                                             |
| Vittoria  | 9–3-1   | Ryushi Yanagisawa | Decisione (perdita punti)                      | Pancrase: Truth 2                                    | 2 marzo 1996      | 1     | 20:00 | Kōbe, Giappone            |                                             |
| Vittoria  | 8–3-1   | Minoru Suzuki     | Sottomissione (kneebar)                        | Pancrase: Truth 1                                    | 28 gennaio 1996   | 1     | 22:53 | Yokohama, Giappone        | Vince il titolo King of Pancrase ad Interim |
| Vittoria  | 7–3-1   | Vernon White      | Sottomissione (achilles lock)                  | Pancrase: Eyes Of Beast 7                            | 14 dicembre 1995  | 1     | 5:23  | Sapporo, Giappone         |                                             |
| Vittoria  | 6–3-1   | Masakatsu Funaki  | Sottomissione (toe hold)                       | Pancrase: Eyes Of Beast 6                            | 4 novembre 1995   | 1     | 10:31 | Yokohama, Giappone        |                                             |
| Vittoria  | 5–3-1   | Takafumi Ito      | KO Tecnico (sottomissione ai colpi)            | Pancrase: 1995 Anniversary Show                      | 1º settembre 1995 | 1     | 7:23  | Tokyo, Giappone           |                                             |
| Sconfitta | 4-3-1   | Bas Rutten        | Decisione (non unanime)                        | Pancrase: 1995 Neo-Blood Tournament, Round 2         | 23 luglio 1995    | 1     | 15:00 | Tokyo, Giappone           |                                             |
| Vittoria  | 4–2-1   | Takaku Fuke       | KO Tecnico (sottomissione ai colpi)            | Pancrase: Eyes of Beast 5                            | 13 giugno 1995    | 1     | 8:16  | Sapporo, Giappone         |                                             |
| Parità    | 3–2-1   | Allan Goes        | Parità                                         | Pancrase: Eyes of Beast 4                            | 13 maggio 1995    | 1     | 10:00 | Chiba, Giappone           |                                             |
| Vittoria  | 3–2     | Minoru Suzuki     | KO Tecnico (sottomissione ai colpi)            | Pancrase: Eyes of Beast 3                            | 8 aprile 1995     | 1     | 3:23  | Nagoya, Giappone          |                                             |
| Sconfitta | 2–2     | Masakatsu Funaki  | Sottomissione (heel hook)                      | Pancrase: Eyes of Beast 2                            | 10 marzo 1995     | 1     | 5:11  | Yokohama, Giappone        |                                             |
| Vittoria  | 2–1     | Katsuomi Inagaki  | Sottomissione (posizione)                      | Pancrase: Eyes of Beast 1                            | 26 gennaio 1995   | 1     | 6:14  | Nagoya, Giappone          |                                             |
| Sconfitta | 1–1     | Manabu Yamada     | Sottomissione (achilles lock)                  | Pancrase - King of Pancrase Tournament Opening Round | 16 dicembre 1994  | 1     | 8:38  | Tokyo, Giappone           | Torneo King of Pancrase, Quarti di finale   |
| Vittoria  | 1–0     | Bas Rutten        | Decisione (maggioranza)                        | Pancrase - King of Pancrase Tournament Opening Round | 16 dicembre 1994  | 1     | 10:00 | Tokyo, Giappone           | Torneo King of Pancrase, Primo turno        |

### Risultati nel grappling
| Risultato | Record | Avversario       | Metodo                             | Evento                                | Data            | Round | Tempo | Città                   | Note |
| --------- | ------ | ---------------- | ---------------------------------- | ------------------------------------- | --------------- | ----- | ----- | ----------------------- | ---- |
| Parità    | 2–0-1  | Kazushi Sakuraba |                                    | Rizin FF World Grand Prix 2017 Part 2 | 15 Ottobre 2017 | 1     | N/D   | Fukuoka, Giappone       |      |
| Vittoria  | 1–0    | Dan Henderson    | Sottomissione (leva alla caviglia) | The Contenders                        | 11 Ottobre 1997 | 1     | 0:56  | Sioux City, Stati Uniti |      |

## Dopo il ritiro
Frank Shamrock ha lavorato come commentatore per il canale televisivo Showtime Networks e per l'organizzazione Strikeforce.